# لامونگ (ایندیانا)
لامونگ (به انگلیسی: Lamong) یک منطقهٔ مسکونی در ایالات متحده آمریکا است که در شهرستان همیلتون، ایندیانا واقع شده‌است. لامونگ ۲۸۵٫۹۱ متر بالاتر از سطح دریا واقع شده‌است.